# Боярин Орша (фильм)
«Боя́рин О́рша» (1909) — немой художественный короткометражный фильм Петра Чардынина по мотивам одноимённой поэмы М. Ю. Лермонтова.

## Сюжет
Боярин Орша (Пётр Чардынин) уходит со службы у Ивана Грозного и поселяется в своей усадьбе. У него есть любимая дочь (Александра Гончарова) и приёмный сын Арсений (Андрей Громов). Однажды боярин застаёт их на любовном свидании, гневается, Арсения заточает в острог, дочь запирает в её светлице, а ключ выбрасывает в Днепр. Арсению удаётся сбежать из острога к литовцам, с которыми он возвращается на Русь. Боярин Орша погибает. Арсений находит в светлице истлевший труп своей возлюбленной.

## Создание
- По воспоминаниям А. А. Ханжонкова, на съёмках именно этого фильма «была учреждена новая должность помощника режиссёра, в обязанности которого входило вести запись внешнего вида тех артистов, которым ещё предстоит съёмка».
- По некоторым данным, часть сцен с участием Чардынина режиссировал Василий Гончаров.
- Фильм вышел на экраны 2 (15) января 1910 года.
- Фильм сохранился без надписей.